# جون داونز
جون داونز (بالإنجليزية: John Downes)‏ هو ضابط أمريكي، ولد في 1786 في كانتون في الولايات المتحدة، وتوفي في 11 أغسطس 1854 في Charlestown, Boston ‏ في الولايات المتحدة.